# St. Louis Film Critics Association Awards 2019
Le cerimonia della 16ª edizione St. Louis Film Critics Association Awards è stata presentata il 15 dicembre 2019.

## Vincitori e candidature

### Miglior film
- C'era una volta a... Hollywood (Once Upon a Time... in Hollywood), regia di Quentin Tarantino
- 1917, regia di Sam Mendes
- Dolemite Is My Name, regia di Craig Brewer
- The Irishman, regia di Martin Scorsese
- Jojo Rabbit, regia di Taika Waititi
- Piccole donne (Little Women), regia di Greta Gerwig
- Un lungo viaggio nella notte (地球最後的夜晚), regia di Bi Gan
- Storia di un matrimonio (Marriage Story), regia di Noah Baumbach
- I due papi (The Two Popes), regia di Fernando Meirelles
- Waves, regia di Trey Edward Shults

### Miglior attore
- Adam Sandler - Diamanti grezzi (Uncut Gems)
- Adam Driver - Storia di un matrimonio (Marriage Story)
- Eddie Murphy - Dolemite Is My Name
- Joaquin Phoenix - Joker
- Jonathan Pryce - I due papi (The Two Popes)

### Miglior attore non protagonista
- Brad Pitt - C'era una volta a... Hollywood (Once Upon a Time... in Hollywood)
- Anthony Hopkins - I due papi (The Two Popes)
- Al Pacino - The Irishman
- Joe Pesci - The Irishman
- Wesley Snipes - Dolemite Is My Name

### Miglior attrice
- Scarlett Johansson - Storia di un matrimonio (Marriage Story)
- Cynthia Erivo - Harriet
- Saoirse Ronan - Piccole donne (Little Women)
- Charlize Theron - Bombshell - La voce dello scandalo (Bombshell)
- Renée Zellweger - Judy

### Miglior attrice non protagonista
- Margot Robbie - Bombshell - La voce dello scandalo (Bombshell) e C'era una volta a... Hollywood (Once Upon a Time... in Hollywood)
- Annette Bening - The Report
- Laura Dern - Storia di un matrimonio (Marriage Story)
- Scarlett Johansson - Jojo Rabbit
- Florence Pugh - Piccole donne (Little Women)

### Miglior regista
- Quentin Tarantino - C'era una volta a... Hollywood (Once Upon a Time... in Hollywood)
- Bong Joon-Ho - Parasite (Gisaengchung)
- Sam Mendes - 1917
- Martin Scorsese - The Irishman
- Taika Waititi - Jojo Rabbit

### Migliore adattamento della sceneggiatura
- Steven Zaillian e Charles Brandt - The Irishman
- Taika Waititi e Christine Leunens - Jojo Rabbit
- Todd Phillips, Scott Silver, Bob Kane, Bill Finger e Jerry Robinson - Joker
- Greta Gerwig e Louisa May Alcott - Piccole donne (Little Women)
- Anthony McCarten - I due papi (The Two Popes)

### Migliore sceneggiatura originale
- Noah Baumbach - Storia di un matrimonio (Marriage Story)
- Quentin Tarantino - C'era una volta a... Hollywood (Once Upon a Time... in Hollywood)
- Emily Halpern, Sarah Haskins, Susanna Fogel e Katie Silberman - La rivincita delle sfigate (Booksmart)
- Bong Joon-ho e Jin Won Han - Parasite (Gisaengchung)
- Lena Waithe e James Frey - Queen & Slim

### Miglior fotografia
- Roger Deakins - 1917
- Rodrigo Prieto - The Irishman
- Lawrence Sher -  Joker
- Jarin Blaschke -  The Lighthouse
- Robert Richardson - C'era una volta a... Hollywood (Once Upon a Time... in Hollywood)

### Migliore montaggio
- Fred Raskin - C'era una volta a... Hollywood (Once Upon a Time... in Hollywood)
- Lee Smith - 1917
- Thelma Schoonmaker - The Irishman
- Jennifer Lame - Storia di un matrimonio (Marriage Story)
- Yang Jim-mo - Parasite (Gisaengchung)

### Migliori musiche
- C'era una volta a... Hollywood (Once Upon a Time... in Hollywood)
- Frozen II - Il segreto di Arendelle (Frozen II)
- Rocketman
- Waves
- Yesterday

### Migliori effetti speciali
- Avengers: Endgame
- 1917
- Ad Astra
- Alita - Angelo della battaglia (Alita: Battle Angel)
- The Irishman

### Migliore direzione artistica
- Barbara Ling - C'era una volta a... Hollywood (Once Upon a Time... in Hollywood)
- Dennis Gassner - 1917
- Bob Shaw - The Irishman
- Jess Gonchor - Piccole donne (Little Women)
- Lee Ha-jun - Parasite (Gisaengchung)

### Migliore colonna sonora
- Thomas Newman - 1917
- Max Richter - Ad Astra
- Alan Silvestri - Avengers: Endgame
- John Powell - Dragon Trainer - Il mondo nascosto (How to Train Your Dragon: The Hidden World)
- Randy Newman - Storia di un matrimonio (Marriage Story)

### Migliore scena
- Cliff visita lo Spahn Movie Ranch. - C'era una volta a... Hollywood (Once Upon a Time... in Hollywood)
- Avengers assemble. - Avengers: Endgame
- Charlie e Nicole litigano nell'appartamento. - Storia di un matrimonio (Marriage Story)
- Charlie canta “Being Alive”. - Storia di un matrimonio (Marriage Story)
- Jack visita un cottage. - Yesterday

### Miglior film in lingua straniera
- Parasite (Gisaengchung), regia di Bong Joon-ho
- Grazie a Dio (Grâce à Dieu), regia di François Ozon
- Un lungo viaggio nella notte (地球最後的夜晚), regia di Bi Gan
- Dolor y gloria, regia di Pedro Almodóvar
- Ritratto della giovane in fiamme (Portrait de la jeune fille en feu), regia di Céline Sciamma

### Miglior film d'azione
- 1917, regia di Sam Mendes
- Alita - Angelo della battaglia (Alita: Battle Angel), regia di Robert Rodriguez
- Avengers: Endgame, regia di Anthony e Joe Russo
- Captain Marvel, regia di Anna Boden e Ryan Fleck
- John Wick 3 - Parabellum (John Wick: Chapter 3 - Parabellum), regia di Chad Stahelski

### Miglior film commedia
- La rivincita delle sfigate (Booksmart), regia di Olivia Wilde
- Dolemite Is My Name, regia di Craig Brewer
- The Farewell - Una bugia buona (The Farewell), regia di Lulu Wang
- Jojo Rabbit, regia di Taika Waititi
- Cena con delitto - Knives Out (Knives Out), regia di Rian Johnson

### Miglior film d'animazione
- Toy Story 4, regia di Josh Cooley
- Frozen II - Il segreto di Arendelle (Frozen II), regia di Chris Buck e Jennifer Lee
- Dragon Trainer - Il mondo nascosto (How to Train Your Dragon: The Hidden World), regia di Dean DeBlois
- Klaus - I segreti del Natale (Klaus), regia di Sergio Pablos
- Mister Link (Missing Link), regia di Chris Butler

### Miglior film horror
- Noi (Us), regia di Jordan Peele
- The Lighthouse, regia di Robert Eggers
- Midsommar - Il villaggio dei dannati (Midsommar), regia di Ari Aster
- Parasite (Gisaengchung), regia di Bong Joon-ho
- Finché morte non ci separi (Ready or Not), regia di Matt Bettinelli-Olpin e Tyler Gillett

### Miglior documentario
- Apollo 11, regia di Todd Douglas Miller
- La fattoria dei nostri sogni (The Biggest Little Farm), regia di John Chester
- Honeyland (Medena zemja), regia di Tamara Kotevska e Ljubomir Stefanov
- Linda Ronstadt: The Sound of My Voice, regia di Rob Epstein e Jeffrey Friedman
- Where’s My Roy Cohn?, regia di Matt Tyrnauer